# قیراق کسمن
قیراق کَسَمَن (به لاتین: Qıraq Kəsəmən) یک منطقه مسکونی در جمهوری آذربایجان است که در شهرستان آغستفا واقع شده است. قیراق کسمن ۱۸۸۰ نفر جمعیت دارد.